# 根来盛重
根来 盛重（ねごろ もりしげ）は、安土桃山時代から江戸時代初期の僧侶、武将。根来寺成真院住持。根来衆。

## 略歴
和泉熊取谷の郷士の家に生まれ、同郷の霜盛勝の養子となった。幼いころより根来寺に入り、成人してからは成真院の住持となった。天正12年（1584年）小牧・長久手の戦いが起きると、根来寺勢は徳川家康に呼応して大坂城へと攻め上った。盛重は愛染院長算とともに主将として出陣し、蜂須賀家政の家臣山中左平次を討ち取るなど活躍したが、岸和田城の戦いで敗走した。天正13年（1585年）豊臣秀吉の紀州征伐で根来寺は破却されたため、盛重は郷里へと逃れ、程なく根来法師を引き連れて徳川家康を頼り、還俗して根来氏を称するようになった。関ヶ原の戦い、大坂冬の陣に従軍。慶長20年（1615年）からは長算ら根来衆とともに成瀬正一に属して伏見城に入城。同年の大坂夏の陣では天王寺の戦いに参戦した。元和8年（1622年）和泉国の代官となる。寛永2年（1625年）大和宇智郡に750石を与えられた。